# Death and All His Friends
«Death and All His Friends» — песня британской рок-группы Coldplay, вошедшая в альбом Viva la Vida or Death and All His Friends.
Песня начинается с того, что Крис Мартин поёт в мягком звучании, играя на пианино; затем идёт продолжительный проигрыш с пианино, гитарой, барабанами, а затем идет микс с хором, записанным в галерее в Барселоне . В альбомной версии «Death And All His Friends» есть скрытый трек, названный «The Escapist», который появляется на 6-й минуте. Также отрывок «The Escapist» присутствует в начале «Life in Technicolor».
«Death and All His Friends» присутствует на концертном альбоме 2009 года LeftRightLeftRightLeft.

## Написание и композиция
Песня была записана в таких разных местах, как Барселона, Лондон и Нью-Йорк. Потребовалось несколько месяцев, чтобы завершить песню.

## Чарты
| Чарт (2008)    | Место |
| -------------- | ----- |
| Великобритания | 183   |
| Швеция         | 50    |

### Сертификация
| Страна   | Сертификаты (пороги продаж) |
| -------- | --------------------------- |
| Бразилия | Платина                     |